# Władysław Bandurski (żołnierz)
Władysław Bandurski (ur. 18 grudnia 1901 w Przemyślu, zm. 18 marca 1921 w Ilii) – podchorąży Wojska Polskiego II Rzeczypospolitej, kawaler Orderu Virtuti Militari.

## Życiorys
Urodził się w rodzinie Józefa i Józefy z domu Swoboda. W Krakowie uczęszczał do gimnazjum, a później zamieszkał w Bohorodczanach w powiecie stanisławowskim. Od sierpnia 1914 w Legionach Polskich, a z racji młodego wieku pełnił w 2 kompanii 1 pułku piechoty funkcję ordynansa i łącznika. 16 sierpnia 1916 odznaczył się podczas walk nad Stochódem. Walcząc pod Rudką Miryńską, kilkakrotnie przedostając się przez linie nieprzyjaciela, przenosił ważne meldunki i rozkazy. Odznaczony za czyny bojowe Krzyżem Srebrnym Orderu Virtuti Militari.  Od jesieni 1917 walczył w szeregach armii austriackiej,  na froncie włoskim został ranny. W listopadzie 1918 wstąpił do Wojska Polskiego do 1 pułku piechoty Legionów. Uczestniczył w walkach na froncie polsko-bolszewickim. Awansowany do stopnia podchorążego. Na skutek odniesionych ran i kontuzji zmarł po dłuższej chorobie w Ilii w powiecie Wilejka, gdzie został pochowany na miejscowym cmentarzu. Rodziny nie założył.

## Ordery i odznaczenia
- Krzyż Srebrny Orderu Wojskowego Virtuti Militari nr 7206
- Krzyż Niepodległości – 1933 pośmiertnie